# День Незалежності України
День Незале́жності/Незале́жности Украї́ни — державне свято України, яке відзначається щороку 24 серпня на честь ухвалення Акту проголошення незалежності України та від'єднання від СРСР, що заведено вважати датою відновлення незалежної держави Україна.

## Історія
В часи холодної війни, особливо після вбивства Степана Бандери, українська діаспора на Заході спонсорувала святкові заходи до події «День незалежності України», що відзначався закордонними українцями 22 січня — в річницю Акта Злуки. Українська громадськість лобіювала участь на таких заходах урядових представників різних рівнів та видання прокламацій мерами про позначення 22 січня «Днем незалежності України» на теренах місцевих громад. На сторінках «Свободи» можна знайти багато подібних повідомлень, зокрема, з Нью-Йорка, Міннеаполіса, Джерсі-Сіті, Олбані, Торонто.
17 березня 1991 року проводився єдиний в історії СРСР Всесоюзний референдум про збереження СРСР. Одночасно з цим референдумом в Україні за наполяганням Народного Руху України за перебудову, було проведене республіканське консультативне опитування: «чи згодні ви, щоби Україна була у складі Союзу Суверенних Республік на підставі Декларації про державний суверенітет України». Схвально на нього відповіло понад 80 % опитаних.
Наслідком ідеологічної боротьби Народного Руху України за перебудову стало те, що референдумом і опитуванням в Україні були легітимізовані щонайменше дві (а з бажанням Горбачова — три) зовсім різні форми союзної держави і зроблений крок до незалежності — зобов'язання республіканській владі розробити й ухвалити Декларацію про державний суверенітет України.[джерело?]

Зал засідань Верховної Ради УРСР під час ухвалення Декларації про державний суверенітет України

16 липня 1990 року Верховна Рада УРСР прийняла Декларацію про державний суверенітет України — документ про проголошення державного суверенітету України. Одночасно того ж 16 липня 1990 року, Верховна Рада Української РСР ухвалила постанову «Про День проголошення незалежності України». У ній зазначено:
| Зважаючи на волю українського народу та його одвічне прагнення до незалежності, підтверджуючи історичну вагомість прийняття Декларації про державний суверенітет України 16 липня 1990 року, Верховна Рада Української Радянської Соціалістичної Республіки постановляє: Вважати день 16 липня Днем проголошення незалежності України і щорічно відзначати його як державне загальнонародне свято України. |
18 червня 1991 року внесено відповідні зміни до статті 73 Кодексу законів про працю Української РСР, унаслідок чого у переліку святкових днів з'явився запис: «16 липня — День незалежності України».
Оскільки 24 серпня 1991 року Верховна Рада Української РСР ухвалила Акт проголошення незалежності України, який 1 грудня 1991 року підтвердив народ на Всеукраїнському референдумі, виникла потреба змінити дату святкування Дня незалежності України. 20 лютого 1992 року Верховна Рада України ухвалила постанову «Про День незалежності України». У ній зазначено:
| Зважаючи на волю українського народу та його одвічне прагнення до незалежності, підтверджуючи історичну вагомість прийняття Акта проголошення незалежності України 24 серпня 1991 року, Верховна Рада України постановляє: 1. Вважати день 24 серпня Днем незалежності України і щорічно відзначати його як державне загальнонародне свято України. 2. Постанову Верховної Ради Української РСР «Про День проголошення незалежності України» від 16 липня 1990 року вважати такою, що втратила чинність. |
5 червня 1992 року Верховна Рада України постановила: у частині першій статті 73 Кодексу законів про працю України слова «16 липня — День незалежності України» замінити «24 серпня — День незалежності України». Таким чином, з 1992 року День незалежності України щороку відзначається 24 серпня.

## Святкування

### Історія відзначень

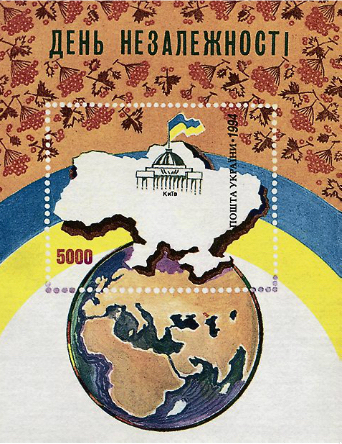
Марка Укрпошти «День незалежності України» (1994)

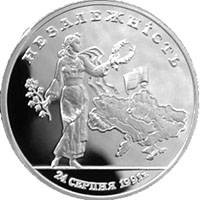
Монета «Незалежність» 1996 року мала стати першою ювілейною монетою України, але її карбування відклали на рік

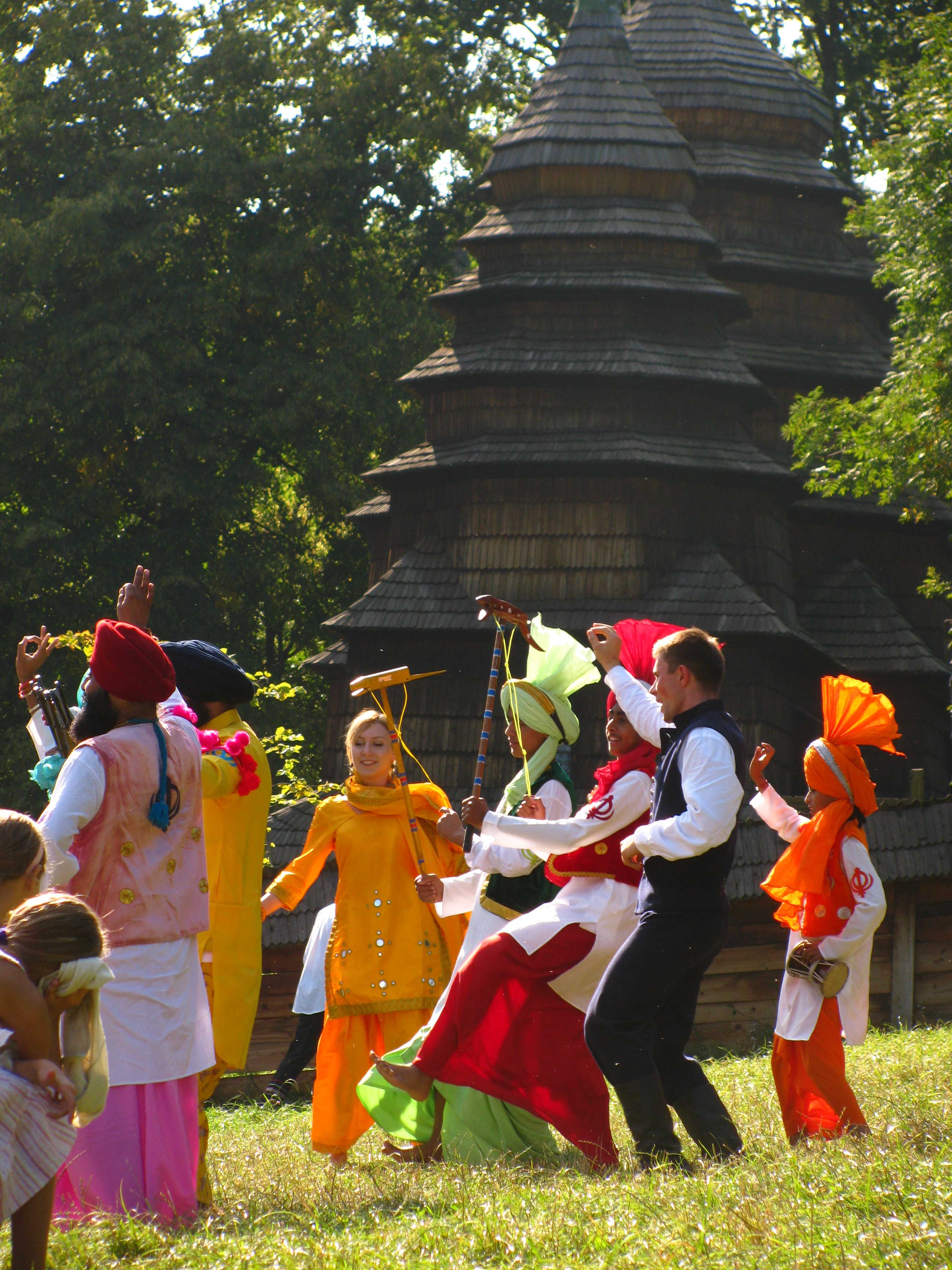
У Шевченківському гаю Львова. Етновир-2009

#### 2011 — 20-та річниця
Вперше в історії України рішення влади про скасування військового параду у таких містах як: Київ, Керч, Одеса, Севастополь, а також містах, де розташовані штаби військових округів і видів Збройних сил України, з нагоди 20-річчя Дня незалежності України, що аргументувалися заощадженням коштів, викликали незгоду суспільства і спонукало до організації альтернативних заходів. Опозиційні партії України, що увійшли до Комітету опору диктатурі, подали спільну заявку на акції протесту 24 серпня 2011 року.
24 серпня 2011 року Комітет опору диктатурі вирішив організувати Народний марш на честь Дня Незалежності України і запросив усіх громадян прийти об 11:00 до пам'ятника Шевченку у Києві, щоб звідти разом вирушити на Хрещатик. Судовою постановою опозиції заборонили рух Хрещатиком і вихід на цю вулицю також. Тому рух організованої колони розпочався вулицею Володимирською, чого не забороняв жоден суд. Біля Будинку вчителя колона зустрілася з посиленими загонами міліції, яка блокувала рух колони. Відбулися сутички з міліцією, наслідком яких були постраждалі серед цивільного населення.

#### 2014
Вперше в історії України відзначення дня Незалежності відбуваються за умов, коли частина території України була окупована. Парад до Дня Незалежності 2014 року викликав неоднозначне сприйняття через те, що саме в цей день російські війська розпочали наступ на Іловайськ, що призвело до оперативного оточення і загибелі великої кількості українських військових під Іловайськом. Керівництво держави звинувачували в тому, що на параді «дефілює новенька техніка, а на фронті воює та, що доживає віку й розлітається на ходу». Пізніше Генпрокуратура заявила, що проведення військового параду «жодним чином не вплинуло на рівень боєздатності сил АТО, оскільки до нього були залучені підрозділи, які майже повністю комплектувалися за рахунок військовослужбовців строкової служби і курсантів військових навчальних закладів, не мали необхідного рівня готовності до виконання завдань, а тому не могли залучатися до проведення антитерористичної операції» Концерти до Дня Незалежності у 2014—2019 роках режисував Сергій Проскурня.

#### 2016
У 2016 році концерт «Народжені вільними» за участі оркестру під керуванням К. Карабиця викликав суперечку через те, що в програмі концерту були передбачені виконання творів російських композиторів XIX—XX століть.

#### 2017
24 серпня 2017 року, з нагоди Дня Незалежності, відбувся урочистий Парад військ, який пройшов центральною вулицею Києва. По Хрещатику й Майдану Незалежності маршем пройшли близько 4,5 тисяч військовослужбовців – підрозділи різних видів та родів військ ЗС України, Національної гвардії України, Державної прикордонної служби України, Нацполіції, зведена колона ветеранів АТО.

#### 2018
24 серпня 2018 року, з нагоди Дня Незалежності, в м. Києві відбувся урочистий Парад військ. На параді були представлені 250 одиниць військової техніки, в заходах також взяли участь 4,5 тисячі військовослужбовців. Всього по Хрещатику прокрокували 24 парадних розрахунків, які представляли підрозділи ЗС України, Національної гвардії України, Державної прикордонної служби України, Служби безпеки України та інших формувань, що виконують завдання з охорони та оборони України.

#### 2019
2019 року новообраний президент Володимир Зеленський військовий парад не проводив. Незгода громадськості з форматом святкувань призвела до того, що вперше в історії України проводились два паради — офіційний та неофіційний, за участі ветеранів російсько-української війни, що отримав назву «хода гідності».

#### 2020
2020 року відбувся спільний виступ українських зірок. Концертні програми святкування режисував скандально відомий Алан Бадоєв. На думку С. Проскурні, концепція Бадоєва нагадує першотравневу демонстрацію («тепер ідуть колгоспники, а за ними — доярки»). Концертна програма була розкритикована за наругу над державними символами України, та внесення до програми російськомовних пісень.
Відбувся також неофіційний парад ветеранів російсько-української війни, президент Володимир Зеленський в цей час брав участь у концертно-розважальній програмі.

#### 2022

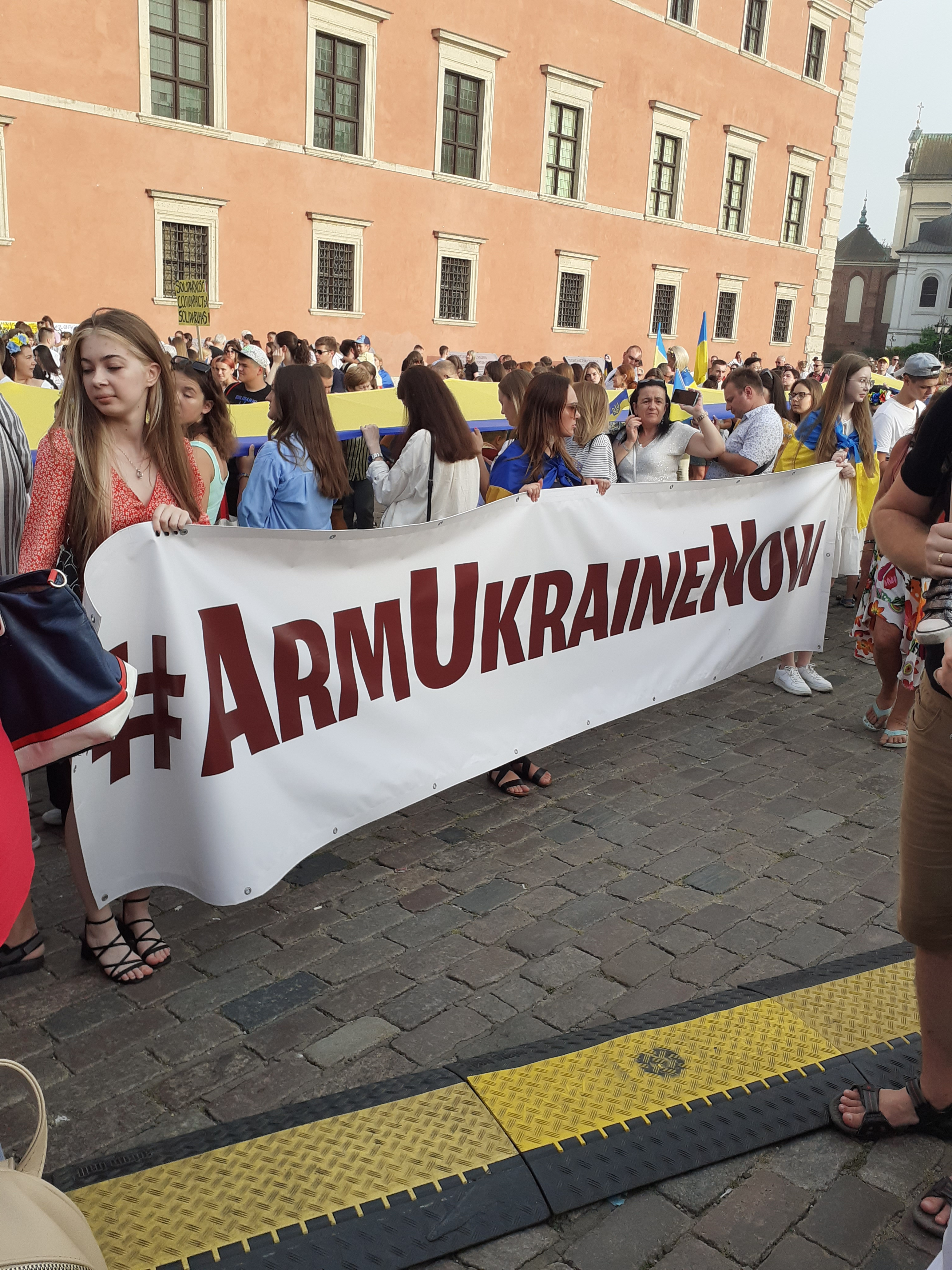
День Незалежності України у Варшаві, 2022.

З нагоди Дня Незалежності України 24 серпня 2022 року, в ході церемонії, яка відбулася на подвір’ї Маріїнського палацу в м. Києві, Президент України Володимир Зеленський вручив ордени «Золота Зірка» військовослужбовцям, яким присвоєно звання Героя України, і членам родин загиблих Героїв, а також інші державні нагороди. 
Згідно з розпорядженням Київської міської військової адміністрації від 19 серпня 2022 року, в столиці України в період з 22 до 25 серпня 2022 року було заборонено проводити масові заходи, мирні збори, мітинги та інші заходи, що пов'язані з великим скупченням людей.

#### 2023
З початком доби 24 серпня 2023 року, компанія Google розмістила на своєму сайті новий Ґуґл-дудл, присвячений Дню Незалежності України, на якому зображений парад українців, які демонструють гордість і впевненість, рухаючись у майбутнє.
24 серпня 2023 року, у Києві, на Софійській площі, відбулися офіційні заходи з нагоди Дня Незалежності України. У церемонії взяли участь Президент України Володимир Зеленський, Прем’єр-міністр України Денис Шмигаль, Голова Верховної Ради України Руслан Стефанчук, керівник Офісу Президента України Андрій Єрмак, секретар Ради національної безпеки й оборони України Олексій Данілов, українські воїни та представники іноземних держав. З нагоди Дня Незалежності президент Володимир Зеленський вручив нагороди українським військовим, трьом із них — посмертно. Також відбулася церемонія вручення Бойових прапорів та стрічок для бригад, прикордонних загонів та полку Національної гвардії України.

#### 2024
З початком доби 24 серпня 2024 року, компанія Google розмістила на своєму сайті новий Ґуґл-дудл, який присвячений Дню Незалежності України. Цього ж дня, 24 серпня, в багатьох країнах світу, суспільство долучилося до святкування 33-го Дня Незалежності України. На честь цього світові пам'ятки та знакові будівлі підсвітили кольорами українського прапора – синім та жовтим. З нагоди Дня Незалежності України, Президент України Володимир Зеленський видав низку Указів, згідно яких найкращим з'єднанням  Збройних Сил України вручено Бойові прапори, присвоєні почесні найменування, значна кількість військовослужбовців удостоєні звання Героя України, їм вручені державні нагороди України, присвоєні чергові військові звання та ін.
На урочистостях з нагоди Дня Незалежності Президент України Володимир Зеленський оголосив про успішне застосування нової української ракети-дрона «Паляниця».

### В містах України

#### Київ

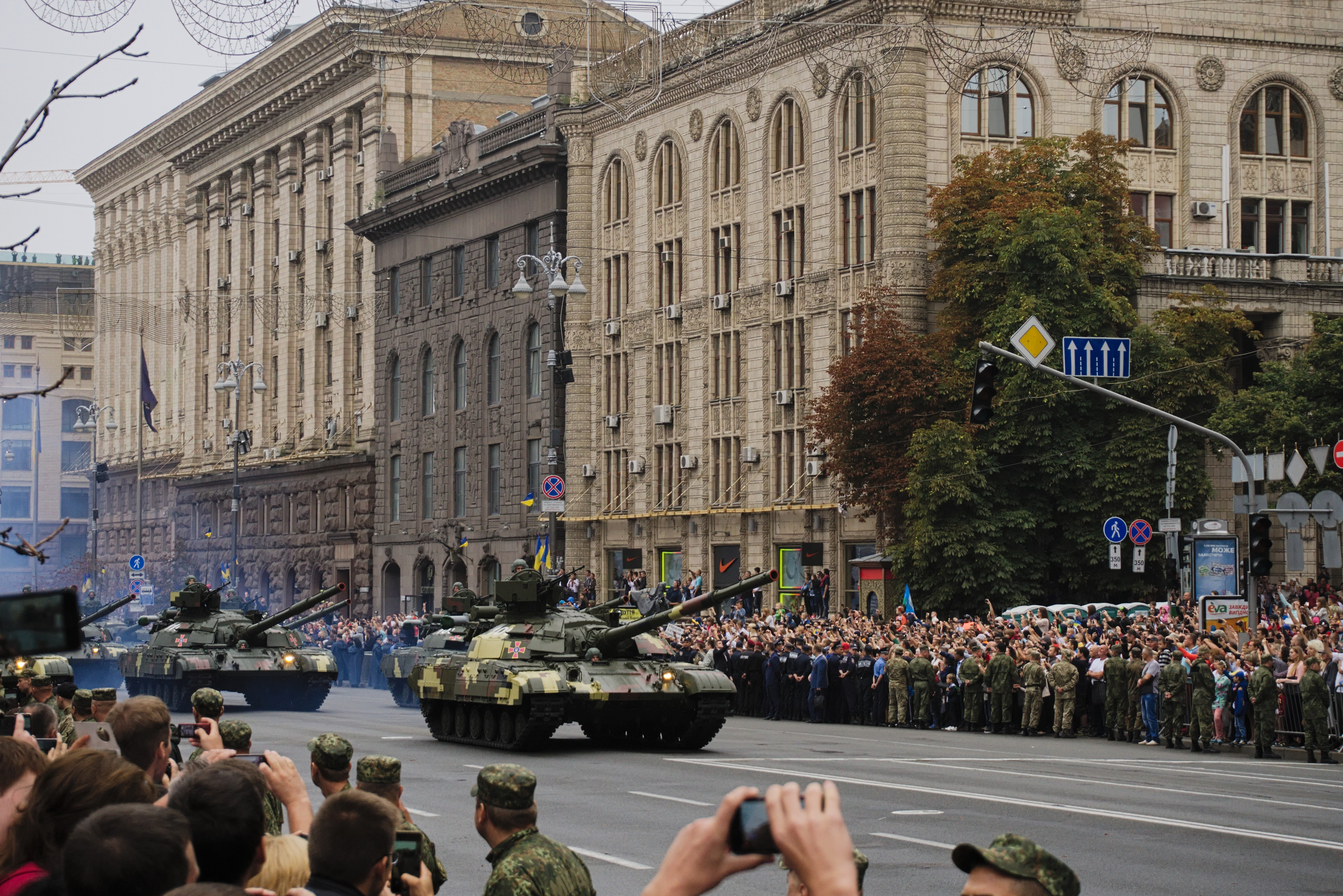
Парад 2016 року, Київ.

Загалом основні святкування на державному рівні проходять у Києві, де традиційно Президент України дає урочисте прийняття до Дня незалежності. Також перші особи держави покладають квіти до пам'ятників видатним українцям (переважно, до пам'ятників Володимиру Великому, Богдану Хмельницькому, Михайлові Грушевському і Тарасу Шевченку) та беруть участь в молитві за Україну, що як заведено, відбувається у Софії Київській за участі представників усіх конфесій, наявних в Україні. Щорічними подіями до свята в столиці, є Міська виставка квітів в Печерському парку, чиї схили на той час завжди вкриваються барвами яскравих квітів, що в сукупності утворюють різні присвячені урочистостям зображення, та великий святковий концерт. Святкування увінчується ввечері святковим феєрверком. В окремі роки у Києві проводилися військові паради на Хрещатику і виставки військової техніки.

#### Дніпро
У Дніпрі до Дня Незалежності України, відбувається урочисте покладання квітів до пам'ятника Шевченка та відслужують молебні «В ім'я процвітання України та підвищення добробуту Українського народу» в Троїцькому і Преображенському кафедральних соборах. Також у Новобогородицькій фортеці проводяться спортивно-розважальні змагання, козацькі розваги, ярмарок солодощів і виробів українського народного мистецтва, різноманітні майстер-класи, звучить народна музика і живий спів.
24 серпня 2010 року у Дніпрі провели святковий марш військових підрозділів, розташованих у місті та області, та військового духового оркестру.

#### Донецьк
У Донецьку, в парку Щербакова, від 2000-го року і до окупації (2014), на День незалежності проводився щорічний фестиваль національних кухонь.

#### Івано-Франківськ
Вже стало традицією проводити в Івано-Франківську на День Незалежності України різноманітні святкові концерти, урочисту ходу молоді у національних костюмах, конкурс «Українська родина в національних костюмах» та випускання у небо блакитних та жовтих повітряних кульок.

#### Керч
До окупації, зазвичай проводився святковий феєрверк. В умовах окупації, заходи з вшанування дня незалежності України були заборонені.

#### Львів

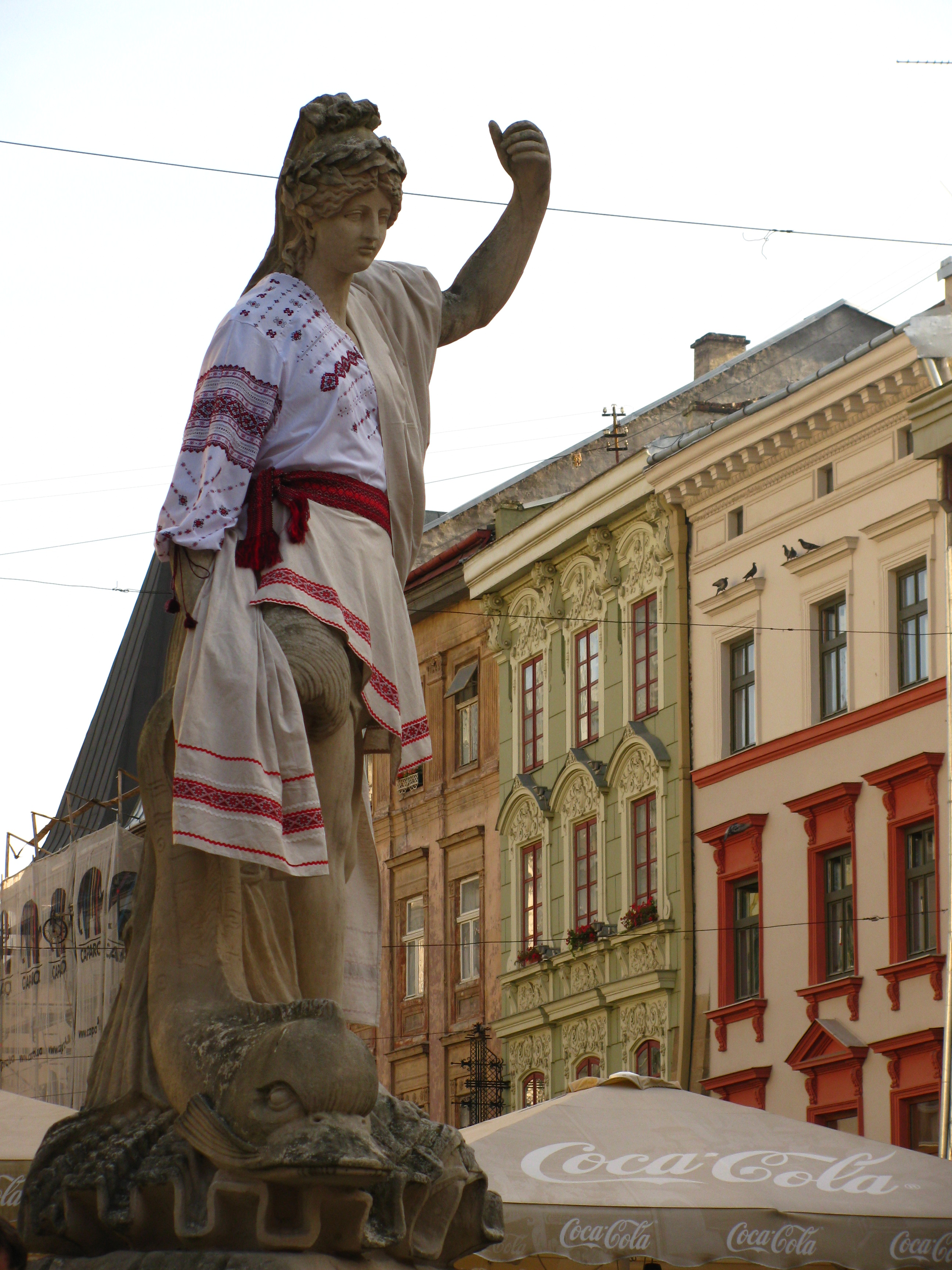
Скульптура «Діана» одного з фонтанів площі Ринок у Львові в вишиванці. 2009

2010 року, святкування тривало 4 дні, і охоплювало: міжнародний фестиваль фольклору «Етновир», фестиваль незалежного кіно «Кінолев», святкові концерти, парад вишиванок, дитячі свята тощо.
У Львові до Дня незалежності, починаючи з 2008 року, скульптури давньогрецьких богів, що увінчують фонтани площі Ринок, вбирають у вишиванки.
Упродовж трьох днів, з 24 по 26 серпня 2018 року, в Родатичах (40 кілометрах від Львова) проходив Zaxidfest — на День Незалежності вхід на фестиваль вільний.

#### Луцьк
У Луцьку в День незалежності відбувається акція „Українська вишиванка”. Усім учасникам акції видають пам'ятні посвідчення. Відбувається нагородження учасників у різноманітних номінаціях, зокрема, «Найбільша родина у вишиванках», «Найповажніший учасник у вишиванці», «Найменший учасник у вишиванці», «Найсамобутніша вишиванка», «Сорочка поколінь», «Співзвуччя духу і сердець» (для пари), «Найпатріотичніший дідусь та бабуся» тощо.
Вперше акція «Українська вишиванка» відбулася у Луцьку у 2007 році.

#### Одеса

Урочисте підняття Державного Прапора України в Одесі.

У дні святкування Дня незалежності в Одесі проходять: фестиваль вишиванок та музичний конкурс українських пісень на слова Т. Г. Шевченка, підняття 23-метрового прапора над Потьомкінськими сходами, тематичні виставки та круглі столи, нагородження лідерів громадських та релігійних організацій міста. У 2010 році уперше був проведений Вишиванковий фестиваль в Одесі 2010.

#### Полтава
На День Незалежності в Полтаві люди приходять до пам'ятника Тарасу Шевченку, щоб уклонитися співцеві волі та покласти квіти. Традиційно урочистості продовжуються біля пам'ятника Козацької слави, де люди віддають данину поваги загиблим українським козакам, які зі зброєю у руках боронили свою Батьківщину.

#### Севастополь
До окупації, влаштовували святковий феєрверк, люди несли квіти до пам'ятника Шевченка. В умовах тимчасової окупації, заходи з вшанування дня незалежності України, російською владою були заборонені.

#### Сімферополь
До окупації Криму українці традиційно несли квіти до пам'ятника Шевченкові. Також деколи влаштовувалися концерти, феєрверк. В умовах тимчасового правління російської влади, заходи з вшанування дня незалежності України були заборонені.

#### Суми
У Сумах на День Незалежності України, проходить виставка-продаж вишиванок з різних куточків України. Як звичайно, проводиться святковий феєрверк.

#### Харків
Відбуваються урочисті заходи по місту, на центральній площі Свободи ввечері зазвичай відбувається концерт естрадних зірок та виступи чиновників, який завершується феєрверком. У переддень свята — 23 серпня місцева влада святкує "День визволення" до якого наприкінці 90-х доєднали День міста, і найбільші народні гуляння відбуваються саме в цей день, а не на День незалежності.

#### Хмельницький
Міжнародний театральний фестиваль «Відлуння» проходить щороку у Хмельницькому. Він був заснований у Києві в 1999 році, одначе, від 2008 року, відбувається у місті над Бугом.

### За межами України

#### Брюссель
З 24 серпня 2011 року столиця ЄС традиційно відзначає День Незалежності України. Всесвітньо відомий символ Брюсселю — «Хлопчик, що пісяє» (нід. Manneken Pis) з нагоди 20-річчя незалежності України був вдягнутий у костюм князя Київської Русі Ярослава Мудрого, а Брюссель на один день перетворився на епіцентр українського свята. За ініціативою Європейської Асоціації Українців у серці Європи відбулися заходи з метою популяризації України.

#### Оттава
Вже кілька років поспіль Оттава дотримується традиції здіймати у серпні прапор України над мерією міста. До церемонії підняття прапора в 2023 році приєдналися депутати, команда Посольства України в Канаді, представники дипломатичної спільноти й члени української громади Оттави.

#### Торонто

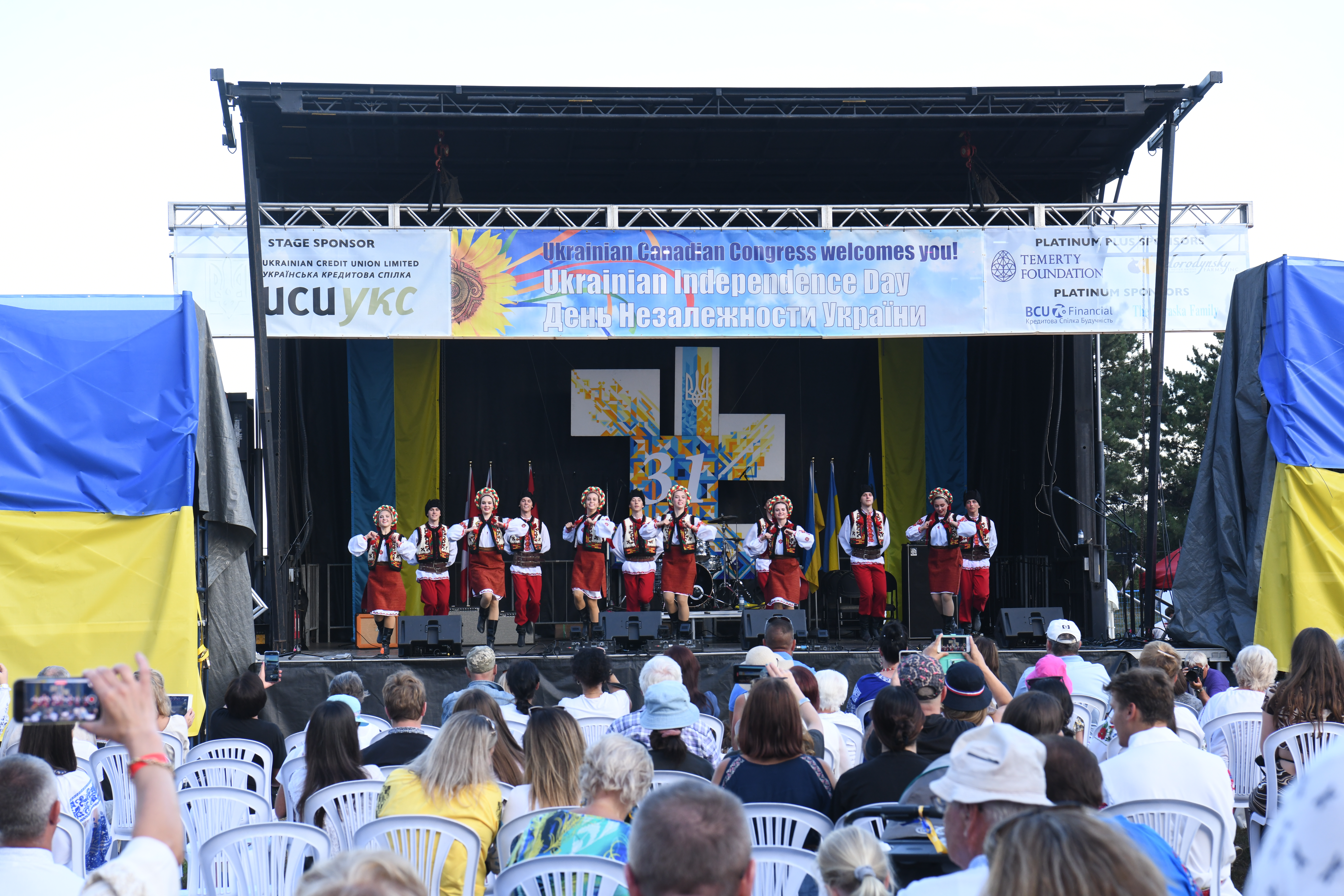
Виступ танцювального ансамблю на сцені в Сентенніал-Парку в Торонто

Протягом років з нагоди Дня Незалежності України у другій декаді серпня відбуваються святкування у Сентенніал-Парку в Торонто. Святкування включають спортивні змагання, чисиленні виставкові тенти, експозиції для промоції діяльності громадських установ, шкіл, фінансових установ та інших організацій української громади Торонто і прилеглих територій. На великій сцені відбувається цілоденний концерт, а увечірі влаштовується дискотека, переважно з живою музикою. Напочатку свята звичайно влаштовується невелике прийняття для політиків, дипломатів, представників дружніх громад, державних і громадських діячів, депутатів парламенту. Після цього проходить невеликий парад достойників, і потім урочиста частина з привітаннями і промовами політиків. Як правило, окрім місцевих колективів, на сцені виступають запрошені артисти з України. У 2017 році святкування відвідало понад 12 тис. гостей.

#### Чикаго
Уже стало традицією, що 24 серпня щороку в Чикаго відбувається урочистий концерт та народні гуляння з нагоди святкування річниці незалежності України. У 2010 р. святкування влаштували у «Сміт парку» Чикаго, де звідусіль чулася рідна мова, а око милували десятки синьо-жовтих стягів. З розташованої посеред поля сцени лилися чарівні, живі українські пісні, що чергувалися запальними народними танцями у виконанні багатьох українських танцювальних гуртів з декількох штатів. Усі охочі мали можливість насолодитися різноманітними стравами української кухні. На розташованому поряд ярмарку місцеві українські умільці виставили ряди вишиванок, які зачаровували своєю красою. Свято вдалося на славу.

#### Лос-Анджелес
У Лос-Анджелесі відбуваються забіги, присвячені святкуванню Дня Прапора та Дня Незалежності України.

#### Париж
У Парижі, до Дня Незалежності України, Ейфелева вежа увечері підсвічується кольорами прапора України.

#### Ріо-де-Жанейро
Статуя Христа-Спасителя в Ріо-де-Жанейро (Бразилія) в котрий раз поспіль підсвічується в кольори українського прапора з нагоди Дня Незалежності України. Так, з нагоди Дня Державного Прапора України, 32-ї річниці Незалежності України та Дня української громади в Бразилії монумент Христа-Спасителя у Ріо-де-Жанейро знову засяяв синьо-жовтими кольорами.

#### Москва
На 19-річчя Незалежності України українська молодь, учасники Українського Молодіжного Клубу, котрі жили та навчалися у Москві, провела флешмоб під назвою «Дев'ятнадцять», що символізувало участь і єдність з рідною державою. Озброєні українською символікою молоді люди пройшлися по місцях Москви, пов'язаних з Україною, дорогою проводячи опитування серед росіян на предмет знання дати — Дня Незалежності України, а також розуміння української мови. Організатори флешмобу поклали квіти до пам'ятників Лесі Українки, Т.Г. Шевченкові і М. Гоголю і пов'язали на них синьо-жовті стрічки. Думка провести цю акцію на День Незалежності України, виникла серед учасників Українського Молодіжного Клубу ще 2009 року.

## У культурі

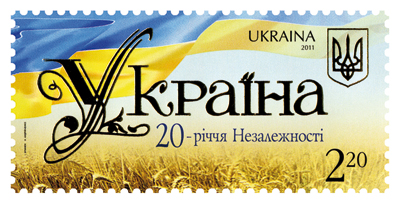
Марка Укрпошти «Україна. 20-річчя Незалежності» (2011)
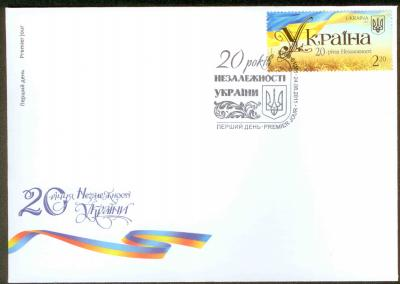
Конверт «Перший день» «20-річчя Незалежності України» (2011)
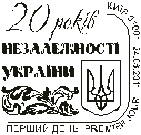
Штемпель спецпогашення «Україна. 20-річчя Незалежності» (2011)